# Ciprski evrokovanci
Ciprski evrokovanci vsebujejo tri različne grafične podobe za tri serije kovancev. Ciper je država članica Evropske unije od 1. maja 2004 in je tudi članica Ekonomske in monetarne unije Evropske unije. Izpolnila je tretjo stopnjo EMU-ja in 1. januarja 2008 sprejela evro kot uradno valuto. 

## Podoba ciprskih evrokovancev
| Ciprski evrokovanci – zadnja stran | Ciprski evrokovanci – zadnja stran | Ciprski evrokovanci – zadnja stran                    |
| 0,01 €                             | 0,02 €                             | 0,05 €                                                |
| ---------------------------------- | ---------------------------------- | ----------------------------------------------------- |
|                                    |                                    |                                                       |
| Muflon                             |                                    |                                                       |
| 0,1 €                              | 0,2 €                              | 0,5 €                                                 |
|                                    |                                    |                                                       |
| Kyrenijska ladja                   |                                    |                                                       |
| 1 €                                | 2 €                                | Rob kovanca za 2 €                                    |
|                                    |                                    | 2 ΕΥΡΩ 2 EURO (v grščini in turščini), skupaj dvakrat |
| Malik iz Pomosa                    |                                    |                                                       |
|                                    |                                    |                                                       |

## Postopek izbire podob
Na Cipru je potekal uradni javni natečaj za podobo ciprskega evra. Skrajni rok za prijavo je bil 14. okrobra 2005. Navodila natečaja so opredeljevala motive poedinega kovanca:
- 1 cent, 2 centa, 5 centov:  Muflon (predstavlja naravo)  Arhivirano 2007-09-27 na Wayback Machine.
- 10 centov, 20 centov, 50 centov:  Kyrenijska ladja (predstavlja morje)
- 1 €, 2 €:  Malik iz Pomosa (predstavlja kulturo)

Popravljeno obvestilo natečaja je navajalo, da morajo umetniki vključiti v podobo kovanca ime Ciper v grščini, turščini in angleščini, torej ΚΥΠΡΟΣ, KIBRIS, CYPRUS.
11. oktobra 2006 so izbrane podobe predstavili na razstavi Centralne banke Cipra o zgodovini denarja na Cipru Arhivirano 2006-11-08 na Wayback Machine.. Kakor se je izkazalo, napisa Ciper v angleščini ne vsebujejo, kakor je bilo predpisano v pravilih natečaja.